# Agave potosina
Agave potosina ist eine Pflanzenart aus der Gattung der Agaven (Agave) in der Unterfamilie der Agavengewächse (Agavoideae). Das Artepitheton potosina verweist auf das Verbreitungsgebiet im mexikanischen Bundesstaat San Luis Potosí.

## Beschreibung
Agave potosina bildet Rhizome von 2 bis 3,4 Zentimeter Länge und bis zu 1,1 Zentimeter Breite. Ihre Wurzeln sind sehr fleischig. Die zwei bis sieben fleischigen, zurückgebogenen, lanzettlichen Laubblätter sind rinnig. Ihre Blattspreite ist bis zu 16 Zentimeter lang und 1,4 Zentimeter breit. Die Blattränder sind mit unregelmäßigen, hornigen Zähnen besetzt. Diese sind grob, breit und meist gestutzt. Sie sind stumpf und an der Spitze eingeschnitten sowie gelegentlich rückwärts gebogen. Die Zähne stehen 2 bis 5 (selten bis 14) Millimeter voneinander entfernt. Die Reste der Blattbasis sind häufig und bedecken die Pflanzenbasis. Sie sind 4 bis 9,5 Zentimeter lang.
Der „ährige“ Blütenstand erreicht eine Höhe von 24 bis 54 (selten 15,5 bis 75) Zentimeter. Der halbdichte bis spitzenwärts offene blütentragende Teil ist 9 bis 29,5 Zentimeter lang und trägt sieben bis 31 Knoten. Die selten paarigen, aufrechten Blüten sind grün. Der ellipsoide Fruchtknoten ist 3 bis 6 Millimeter lang. Die gerade Perigonröhre ist über dem Fruchtknoten eingeschnürt. Sie weist eine Länge von 6 bis 14 Millimeter auf. Ihre aufrechten Zipfel sind 2 bis 5 Millimeter lang. Die Staubfäden sind unterschiedlich lang, gehören aber zu zwei Längengruppen. Sie sind an der Basis oder in der Mitte der Blütenröhre angeheftet und überragen dann die Blütenröhre. Der Griffel ist genauso lang wie die Blütenröhre. Die keulenförmigen Narben sind dreikantig. Die Blütezeit ist der Juni.
Die mehr oder weniger kugelförmigen Früchte sind 1 bis 1,3 (selten 0,9 bis 1,5) Zentimeter lang und 0,8 bis 1,2 Zentimeter breit. Sie enthalten Samen von 2 bis 3 Millimeter Länge und 3 bis 4 Millimeter Breite.

## Systematik und Verbreitung
Agave potosina ist in den mexikanischen Bundesstaaten Coahuila, San Luis Potosí und Zacatecas in trockenen Wüsten und auf Kalkstein-Mesas verbreitet. 
Die Erstbeschreibung durch Benjamin Lincoln Robinson und Jesse More Greenman wurde 1894 veröffentlicht.
Nomenklatorische Synonyme sind Manfreda potosina (B.L.Rob. & Greenm.) Rose (1903) und Polianthes potosina (B.L.Rob. & Greenm.) Shinners (1966). Mit in die Art einbezogen wird Delpinoa gracillima Ross (1897).
Agave potosina gehört in die Untergattung Manfreda und wird dort der Manfreda-Gruppe zugeordnet.

## Nachweise